# Bomarea albimontana
Bomarea albimontana är en alströmeriaväxtart som beskrevs av D.N.Sm. och Roy Emile Gereau. Bomarea albimontana ingår i släktet Bomarea och familjen alströmeriaväxter. Inga underarter finns listade i Catalogue of Life.